# Guerech av Bretagne
Guerech av Bretagne, död 988, var hertig av Bretagne mellan 981 och 988.